# Peter ter Velde
Peter ter Velde (Zwolle, 1964) is een Nederlandse journalist en schrijver. Daarnaast is Ter Velde trainer voor de Nederlandse Vereniging van Journalisten. Op de NVJ Academy geeft hij cursussen over het werken in crisisgebieden.

## Biografie
Ter Velde werkte onder meer voor de actualiteitenrubriek Tijdsein van de EO en was van 1996 tot 2001 correspondent in Israël en Palestina voor het Radio 1 Journaal en het NOS Journaal. Later ging hij als verslaggever voor het NOS Journaal naar uiteenlopende crisis- en conflictgebieden, waaronder Egypte, Libanon, Haïti en Indonesië. Vanaf het begin van Task Force Uruzgan, de Nederlandse militaire en opbouwmissie in Afghanistan, was hij correspondent daar, zowel embedded als op eigen houtje. Begin 2011 vestigde hij zich weer in Nederland, waar hij voor de NOS vaker reportages maakte over defensieaangelegenheden in binnen- en buitenland, en over gevarieerde binnenlandse onderwerpen.
Sinds 1 oktober 2012 is Ter Velde veiligheidscoördinator op de buitenlandredactie van NOS Nieuws. Van 1 oktober 2013 tot 1 januari 2015 was hij gedetacheerd als plaatsvervangend chef nieuws bij RTV Noord-Holland.
Samen met Eric Feijten (zijn vaste cameraman in Afghanistan) en Hans Stakelbeek maakte Peter ter Velde eind 2010 de documentaire Fokking hell, waarin Nederlandse militairen zelf buiten Kamp Holland het leven en de conflictsituaties in Uruzgan filmen. 
In 2008 debuteerde Ter Velde met:Kabul & Kamp Holland: Over de stad en de oorlog een boek over zijn ervaringen in Afghanistan.
In 2011 verscheen een roman: De vader en de zoon. Hierin beschrijft de ik-figuur, Johan Verboom, hoe hij zich voor de onmogelijke keuze ziet gesteld tussen het leiden van zijn eigen leven, los van de hoge lat die het beladen (evangelisch) geloof van zijn vader legt, en de liefde van zijn vader, die hij vreest te verliezen als hij breekt met dat geloof. Ter Velde geeft aan dat het boek een autobiografische kern heeft, verweven met grote hoeveelheden fictie. Zijn tweede roman, Paradijs om de hoek, verscheen in november 2014.
Hij is medeoprichter van PersVeilig, een platform van de NVJ, het Nederlands Genootschap van Hoofdredacteuren, de politie en het Openbaar Ministerie, dat 'de positie van journalisten moet versterken tegen geweld en bedreigingen op straat, op social media en via juridische claims'.

## Persoonlijk
Ter Velde is een zoon van de Nederlandse evangelist en voormalig EO-programmamaker Feike ter Velde.